# Olga Porumbaru
Olga Porumbaru (Bucarest, 21 marzo 1919 – Rockland, 23 dicembre 2010) è stata una scultrice, architetta e attrice rumena emigrata negli Stati Uniti.

## Biografia
Olga Porumbaru fu la pronipote del generale Gheorghe Magheru e nipote del geologo Radu Porumbaru, il primo rumeno a conquistare la vetta del Monte Bianco nel 1877. Sposò in prime nozze lo scultore Constantin Baraschi.

### Educazione
Si diplomò alla School of Fine Arts di Floria Capsali, poi dal 1937 al 1944 all'Accademia di Belle Arte di Bucarest, dove ebbe come professori Francis Şirato, Camil Ressu, Jean Steriadi, Cornel Medrea e Constantin Baraschi. Frequentò corsi paralleli di filosofia, estetica, storia dell'arte e antropologia all'Università di Bucarest, poi seguì la specializzazione presso la Rudolf Steiner University di New York.

### Carriera
Nel 1939 recitò nel melodramma Le torce, diretto da Ion Şahighian, insieme agli attori George Vraca e Costache Antoniu.
Nel 1944 lasciò la Romania ma rimase in Europa fino al 1969, quando si stabilì a New York e poi nel 1996, a Rockland. Realizzò sculture (soprattutto in Romania, per la residenza del presidente rumeno Nicolae Ceaușescu e della sua famiglia dal 1960 fino alla rivoluzione del 1989, per il quartier generale del governo, hotel sul lungomare), pittura, arazzi, vetrate, ceramiche, decorazioni d'interni, in particolare a New York, dove, il figlio, Anton Barasehi, fondò l'Enviromental Art.
Lavorò in Kuwait per nove anni, realizzando gran parte dell'architettura interna dei nuovi edifici (palazzi, centri commerciali), Ambasciata del Kuwait in Indonesia, quella che ispirò l'architettura del Palazzo del Parlamento di Bucarest.
Fu membro onorario dell'Accademia rumeno-americana.

## Opere (selezione)

### Scultura
- Mineri evidenţiaţi (1950)

### Arte pubblica
- Theodor Aman (1953), Parco Herăstrău, Bucarest
- Obelisc, teracotă smălţuită. Obelisco. Terracotta smaltata (1960), Galați quartiere Ţiglina I
- Muzica mării  (1971, Constanţa)

### Mosaico
- Mosaici nella casa della famiglia Ceaușescu Palatul Primăverii[8]

### Pittura
- Skyland, olio su tela[9]
- Il re del mare e Wassillissa il Saggio
- Matrimonio